# San Marcos de Rocchac (distrito)
San Marcos de Rocchac é um distrito do Peru, departamento de Huancavelica, localizada na província de Tayacaja.

## Transporte
O distrito de San Marcos de Rocchac é servido pela seguinte rodovia:
- HV-109, que liga a cidade ao distrito de Salcahuasi [1][2][3]